# بوآ-فران، کبک
بوآ-فران (به فرانسوی: Bois-Franc) شهری در منطقه شهری لا وله-دو-لا-گاتینو ناحیه اوتاوه در استان کبک کانادا است. در سرشماری سال ۲۰۱۱ این شهر ۴۴۹ نفر جمعیت داشته‌است و مساحت آن ۷۳٫۲۴ کیلومتر مربع است.